# Фицпатрик (Алабама)
Фицпатрик (енгл. Fitzpatrick) насељено је место без административног статуса у америчкој савезној држави Алабама.

## Демографија
По попису из 2010. године број становника је 83.
| Група             | 2000.    | 2010.      |
| Белци             | 0 (0,0%) | 63 (75,9%) |
| Афроамериканци    | 0 (0,0%) | 18 (21,7%) |
| Азијати           | 0 (0,0%) | 0 (0,0%)   |
| Хиспаноамериканци | 0 (0,0%) | 2 (2,4%)   |
| Укупно            | 0        | 83         |